# 疎林
疎林（そりん）は樹木の枝・葉の密度が薄い森林のことを指す。通常の森林であれば連続して影が作られるが、疎林では太陽光が木々の間から、地面まで差し込んでくる。
疎林が成立するのは、植物の生育条件としてよくない点がある場合であることが多い。たとえば土壌の栄養分が乏しく、乾燥、酷寒、強風などの厳しい気候、あるいは樹木を傷める動物や昆虫などにさらされている場合である。
例えば、樹木のまばらな亜寒帯のタイガ、熱帯のサバンナなどがある。